# Radków
Radków (česky Radkov nebo zastarale Hrádek, německy Wünschelburg) je malé město a sídlo venkovsko-městské gminy Radków v okrese Kladsko (Dolnoslezské vojvodství, Polsko); leží na severním úpatí Stolových hor, 3 km od česko-polské státní hranice, 10 km jihovýchodně od Broumova. Na území o rozloze 15,07 km² zde žije 2410 obyvatel (2008).

## Dějiny
První stopy osídlení Radkowa pocházejí z neolitu.
Většinu obyvatel tvořili až do vysídlení po roce 1945 Němci. Písemně je Radków vzpomínán již roku 1290 jako Wünschelburg; současný název vznikl až v roce 1945. Městečko náleželo k Hrabství kladskému a rozkvět zažilo okolo roku 1500. Z této doby pochází renesanční radnice na náměstí.
Z Radkowa vedla pěší stezka do Karłowa ve Stolových horách, kterou v roce 1790 prošel Johann Wolfgang von Goethe. V roce 1870 zde byla zřízena silnice až do Kudowy, které se po druhé světové válce dostalo polského označení Szosa Stu Zakrętów („Cesta sta zatáček“). Na konci 19. století tu vznikaly průmyslové závody a pískovcové lomy. V roce 1903 zde společnost Eulengebirgsbahn AG zřídila koncové nádraží lokální železnice ze Ścinawky.
Ve 20. století městečko stagnovalo, železnice byla v 80. letech zrušena, zůstaly autobusy do Kladska a Nové Rudy. Část obživy přináší turismus; Schengenský prostor zjednodušil přístup ze sousedních Čech.

## Další informace
Na západním okraji města byla zřízena malá přehrada (Zalew Radkowski), koupaliště hotely a kempingy.
Nad městem se také tyčí kopec Guzowata s vyhlídkou na polskou a českou část Stolových hor a Zalew Radkowski.
Radkowem protéká potok Pośna, přítok řeky Ścinawka (česky Stěnava).

## Galerie

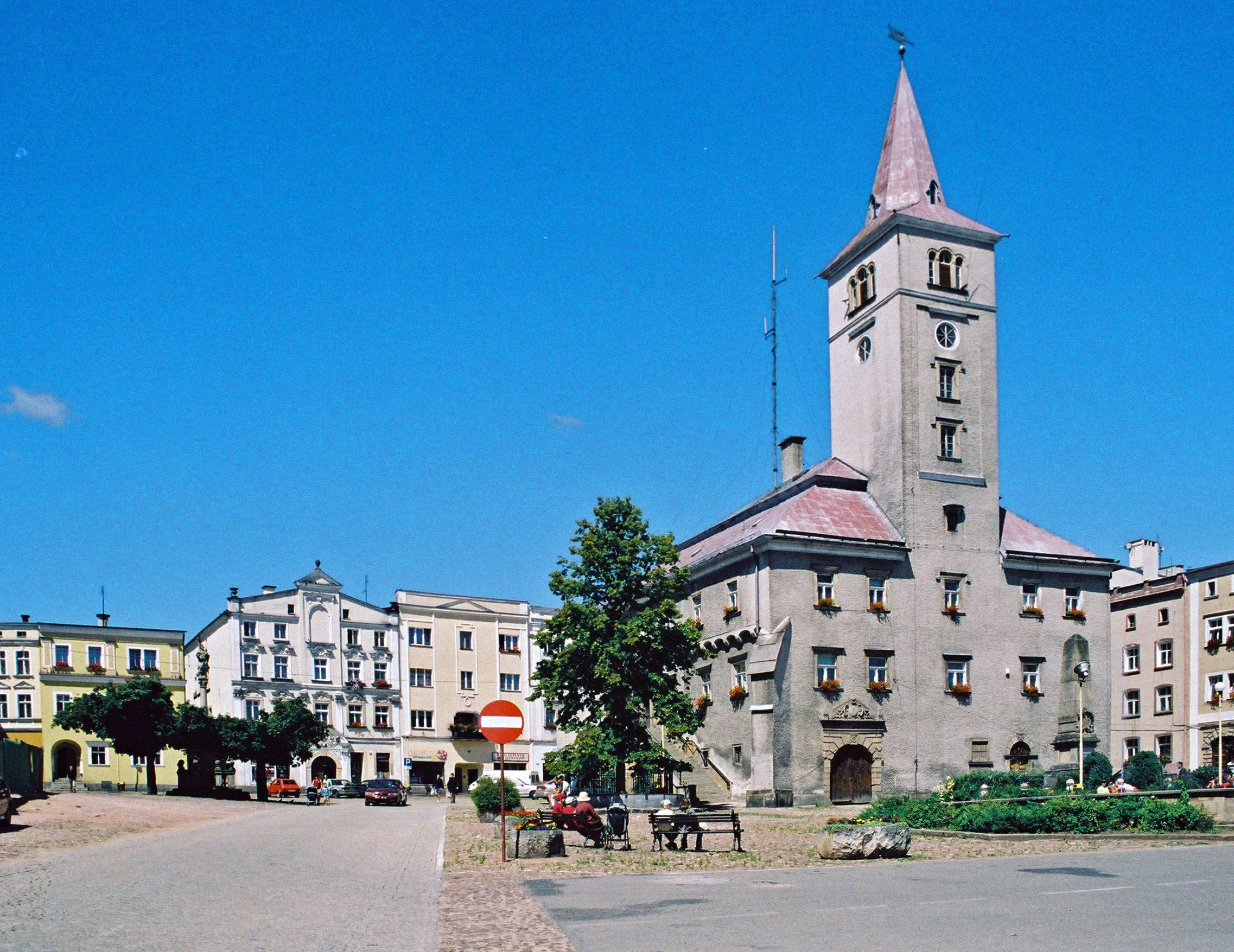
Náměstí s radnicí před rekonstrukcí
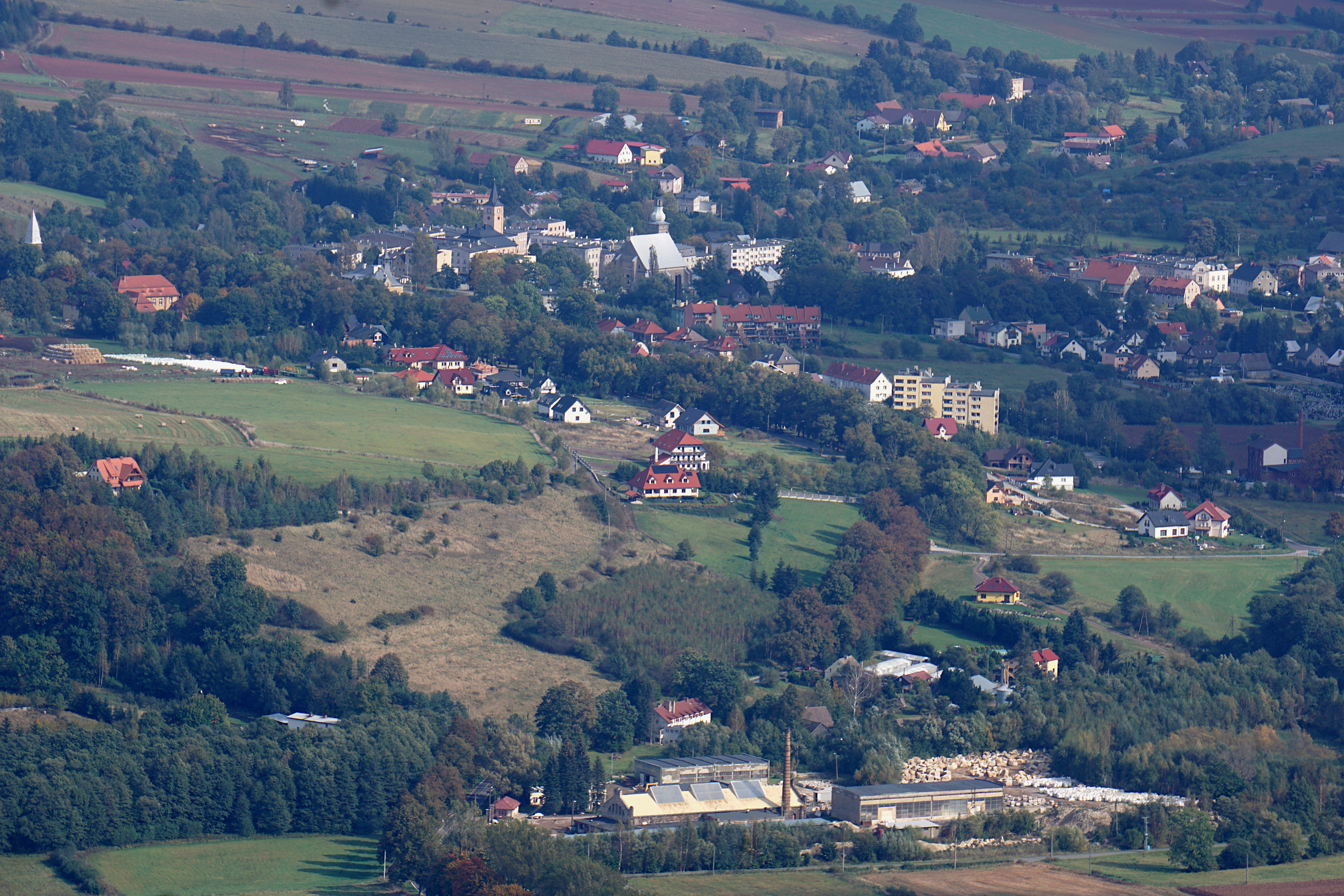
Pohled na Radków z Velké Hejšoviny